# Mirante da Granja Guarani
Mirante da Granja Guarani (também conhecido como Quiosque das Lendas) é uma atração turística de Teresópolis, cidade do Interior do Rio de Janeiro. Situado no bairro de mesmo nome, o local foi construído por Arnaldo Guinle, da família Guinle, em 1929, com vista para a Verruga do Frade, tendo azulejos trabalhados pelo ceramista português Jorge Colaço, pintados em Lisboa. Figuras em tons de azul e amarelo, somados ao branco, narram quatro lendas indígenas: "O Dilúvio", "O Anhangá", "A moça que saiu pra procurar marido" e "Como apareceu a noite". Em 1982, o Instituto Estadual do Patrimônio Cultural do Rio de Janeiro (Inepac) tombou o Mirante, apesar do local estar abandonado nos dias atuais, e da prefeitura já ter anunciado diversos projetos de revitalização.